# فال دو دوبرا
بلدية فال دو دوبرا (بالإسبانية: Val do Dubra)‏، هي إحدى بلديات مقاطعة لا كرونيا إحدى مقاطعات إسبانيا، و التي تقع في منطقة جليقية شمال غرب إسبانيا.
يبلغ عدد سكانها 4.802 نسمة وفقاً لإحصائية سنة (2002).